# Stéphan Forté
Pour les articles homonymes, voir Forté.
Stéphan Forté, né à Montpellier le 16 novembre 1978, est un guitariste et auteur-compositeur français, créateur du groupe de metal progressif Adagio. Son jeu de guitare ainsi que l'essentiel de sa musique peut être rattaché au mouvement néoclassique de Malmsteen.

## Biographie
C'est à l'âge de cinq ans que Stéphan Forté reçoit sa première guitare, offerte par son frère. La première chanson qu'il apprend à jouer est un standard d'Alice Cooper, I'm eighteen. C'est à 14 ans qu'il envisage la carrière de musicien professionnel, après avoir découvert la musique d'Yngwie Malmsteen. Il forme ainsi son premier groupe, tourné vers les styles extrêmes (grind et death metal). En parallèle, il prend des leçons de guitare pendant trois ans avec Thierry Pontet.
À 18 ans, il arrête ses études pour se consacrer à la pratique instrumentale. Il intègre la célèbre école de musique CMCN de Nancy où il complète son apprentissage de la théorie musicale. Après un an, il rentre à Montpellier et commence à s'intéresser à d'autres styles musicaux pour élargir ses horizons.
En 1996, Forté crée sa première démo instrumentale intitulée Visions. Elle lui permet d'être remarqué par les professionnels de la musique et de devenir « endorseur » pour quelques marques d'instruments. Sa rencontre avec Yngwie Malmsteen (pour qui il ouvre un concert en 1998) coïncide avec le moment où il commence à travailler sur des compositions vocales, et pas seulement instrumentales.
En septembre 1999, Forté compose huit titres qu'il envoie au label Nothing To Say. Intéressé, le label discute avec lui des possibilités de groupe pour donner vie à ses compositions et faire un album. Pour ce projet, Forté veut travailler avec Vitalij Kuprij, le claviériste ukrainien d'Artension. Il part donc le rejoindre à Philadelphie. Cependant, cette collaboration n'aboutit pas pour diverses raisons.
De retour en France, Forté fait appel au Suédois Richard Andersson, compositeur et claviériste de Majestic, à Dirk Bruinenberg, batteur de Elegy, et à Franck Hermanny. En juin 2000, il recrute également l'anglais David Readman après l'avoir vu sur scène lors d'un concert de Pink Cream 69. Ils enregistrent ainsi le tout premier album d'Adagio : Sanctus Ignis.
Suivent ensuite trois albums : Underworld en 2003, Dominate en 2006 et Archangels in Black en 2009. La composition du groupe change plusieurs fois, avec les départs de Dirk Bruinenberg, Richard Andersson et David Readman, et l'arrivée de Kevin Codfert et Éric Lebailly, mais Stéphan assure toujours la composition de tous les morceaux.

« En fait, je compose tout l'album de façon assez précise. La manière de commencer dépend, je n'ai pas de règles, ça peut commencer sur un riff, sur une ligne mélodique de refrain, puis je brode mon morceau tout autour. Je fais donc toute la maquette avec tous les arrangements, les parties de basse, de batterie, de piano... J'écris tout de A à Z mais il y a peut-être certains instruments pour lesquels je laisse plus de liberté aux autres membres que pour d'autres. »

— Stéphan Forté, à propos de la composition des albums d'Adagio, le 9 janvier 2009.
Depuis 2005, Forté assume un rôle supplémentaire dans Adagio : le chant extrême. En effet, l'album Dominate comprend des passages chantés avec une voix typée black metal, que Stéphan assure, aussi bien en studio que sur scène. L'album Underworld comportait aussi de très rares passages avec ce type de voix, alors assurés par Hreidmarr, le chanteur d'Anorexia Nervosa.
En 2010, Forté annonce la sortie prochaine d'un album solo instrumental. L'album, intitulé The Shadows Compendium, compte des invités comme Jeff Loomis (Nevermore), Derek Taylor, Rusty Cooley (Shrapnel) et Phil Campbell (Motörhead). L'album sort l'année suivante.
En 2014, Stéphan Forté annonce la création de son propre label, Zeta Nemesis, sur lequel sort un nouvel album solo intitulé Enigma Black Opera, avec notamment Morgan Berthet à la batterie.

## Discographie

### Avec Adagio
- 2001 : Sanctus Ignis — NTS/Wagram Music
- 2003 : Underworld — NTS/Wagram Music
- 2004 : A Band in Upperworld (live, édition japonaise) — Avalon Marquee
- 2005 : Dominate — Sony/BMG
- 2009 : Archangels in Black — Listenable Records
- 2010 : Underworld (réédition) — XIII Bis Records
- 2010 : A Band in Upperworld (live, réédition) — XIII Bis Records
- 2017 : Life — Zeta Nemesis

### Albums solo et collaborations
- 1996 : Visions (album solo, démo)
- 2011 : The Shadows Compendium (album solo)
- 2002 : Prophecies of Loki sur la compilation The Alchemist
- 2004 : Shamans sur la compilation de reprises en hommage à Shawn Lane Shawn Lane Remembered
- 2006 : Red Circuit - Trance State
- 2006 : In Darkness sur l'album Imhotep de David Valdes
- 2010 : Ironic Destiny sur l'album Desert Call de Myrath
- 2010 : World Of Secrets sur l'album Otherwise de Silent Fall
- 2014 : Enigma Black Opera (album solo)
- 2021 : Gypsum Flower sur l'album Theater of Sorcery de Avaland